# Nordslesvig
Nordslesvig (tysk: Nordschleswig) bruges i dag som synonym for det nuværende Sønderjylland, det vil sige den del af det tidligere Hertugdømme Slesvig, der kom tilbage til Danmark ved genforeningen i 1920, og som hovedsagelig har dansk sprog og sindelag. Foruden dette område regnedes tidligere også området omkring Flensborg i Tyskland til Nordslesvig, blandt andet med henvisning til, at Dannevirke siden vikingetiden havde været danskernes forsvarsværk mod syd.
Navnet Nordslesvig bruges især af det tyske mindretal i området. Mindretallets foreninger er således samlet i paraplyorganisationen Bund Deutscher Nordschleswiger, og dets tysksprogede dagblad med hovedredaktion i Aabenraa hedder Der Nordschleswiger.

## Historie
Den første med sikkerhed kendte jarl i området var Knud Lavard, der havde Slesvig som len fra 1115 til 1131. Knud havde tilbragt en del af sin ungdom hos hertug Lothar af Sachsen (den senere tysk-romerske kejser), og var der blevet bekendt med det tyske lensvæsen, som på den tid var ukendt i Danmark. Han var den første, som brugte den tyske titel hertug, uden at han dermed – så vidt man ved – tilsigtede en frigørelse af Slesvig fra resten af riget.
I 1460 erklærede Christian 1. i Ribebrevet, at hele Slesvig og Holsten, som han erhvervede som hertug, skulle regeres for evigt udelt. Denne erklæring blev gravet frem ved Wienerfreden i 1815, hvor Holsten blev en del af det tyske forbund, men ifølge aftalerne skulle regeres efter samme princip som Slesvig.
I 1830 'erne opstod strid om, hvorvidt Slesvig var tysk eller dansk. Sprogligt set var området blandet mellem tysk, dansk og frisisk. Statsretligt set påpegede man fra dansk side, at hertugdømmet Slesvig var et gammelt dansk len, mens man fra tysk side var imod alle forsøg på at knytte Slesvig tættere til kongeriget. En deling af Slesvig blev allerede på dette tidspunkt foreslået, men afvist af både den danske og tyske bevægelse i Slesvig.
Under borgerkrigen i 1848-1850 søgte Orla Lehmann på regeringens vegne at opnå støtte til en deling af Slesvig syd for Dannevirke, men forslaget blev i nationalliberale kredse set som et forræderi mod Ejderpolitikken, og også helstatens fortalere var imod. Frederik 7. gjorde det med henvisning til sin ret til selv at føre og afslutte krig klart, at Slesvigs deling ikke kunne komme på tale, hvorefter regeringen trådte tilbage. Efter krigens afslutning blev problemet ikke løst ved aftalerne i London i 1852. I de følgende år lagde både det tyske forbund og den slesvig-holstenske nationalbevægelse stort pres på de danske regeringer for at opnå selvstændighed for hertugdømmerne, og spørgsmålet om en deling af Slesvig blev taget op af ledende politikere ved mange lejligheder, men kom i klemme mellem helstatspolitikken og Ejderpolitikken.
Nordslesvig bestod indtil 1864 både af de dele, som tilhørte hertugdømmet, og de dele, som tilhørte kongeriget (de såkaldte kongerigske enklaver med Ribe-området). Under London-konferencen (1864) var spørgsmålet om Slesvigs deling et af hovedemnerne, men de forskellige forslag til en grænsedragning kunne der ikke opnås enighed om. Det danske nederlag i 2. slesvigske krig i 1864 betød, at størstedelen af Nordslesvig blev indlemmet i Tyskland. Kun Ribeenklaven og otte sønderjyske sogne syd for Kolding blev en del af Kongeriget.
Med indgåelsen af Pragfreden af 1866 mellem Preussen og Østrig kunne man have forventet en folkeafstemning om grænsedragningen, men denne kom først i 1920. I officiel dansk sprogbrug kaldtes området i de første årtier efter Genforeningen for "De Sønderjyske Landsdele". Efter kommunalreformen i 1970, hvor Sønderjyllands Amt blev dannet, gled denne betegnelse ud, og man brugte efterhånden også officielt betegnelsen Sønderjylland. Der var dog nogle små forskelle på de sønderjyske landsdele (anno 1920) og Sønderjyllands Amt (anno 1970), nemlig nogle sogne syd for Kolding og syd for Ribe.

## Geografi
Nordslesvig - eller Sønderjylland - er den eneste del af Danmark, som er direkte landfast med et andet land (Tyskland). Der bor cirka 254.000 mennesker i landsdelen.
Fra 1. januar 2007 er Sønderjyllands Amt en del af Region Syddanmark sammen med det tidligere Fyns Amt, Ribe Amt og de sydlige og nordvestlige dele af Vejle Amt.
Kommuner i Nordslesvig/Sønderjylland er:
- Aabenraa
- Haderslev
- Sønderborg
- Tønder